# San Nicola Baronia
San Nicola Baronia ist eine italienische Gemeinde mit 768 Einwohnern (Stand 31. Dezember 2023) in der Provinz Avellino in der Region Kampanien. Sie ist Teil der Bergkommune Comunità Montana dell’Ufita.

## Geografie
Die Nachbargemeinden sind Carife, Castel Baronia, Flumeri, San Sossio Baronia und Trevico. Ein weiterer Ortsteil ist Ferregne.